# Chapakot
Chapakot (en népalais : चापाकोट) est une municipalité du Népal située dans le district de Syangja. Au recensement de 2011, elle comptait 26 042 habitants.
Elle regroupe l'ancienne municipalité de Chapakot et les anciens comités de développement villageois de Sankhar, Sekham, Malengkot, Keware Bhanjyang et une partie de Pakbadi.